# جلم ماء مانكس

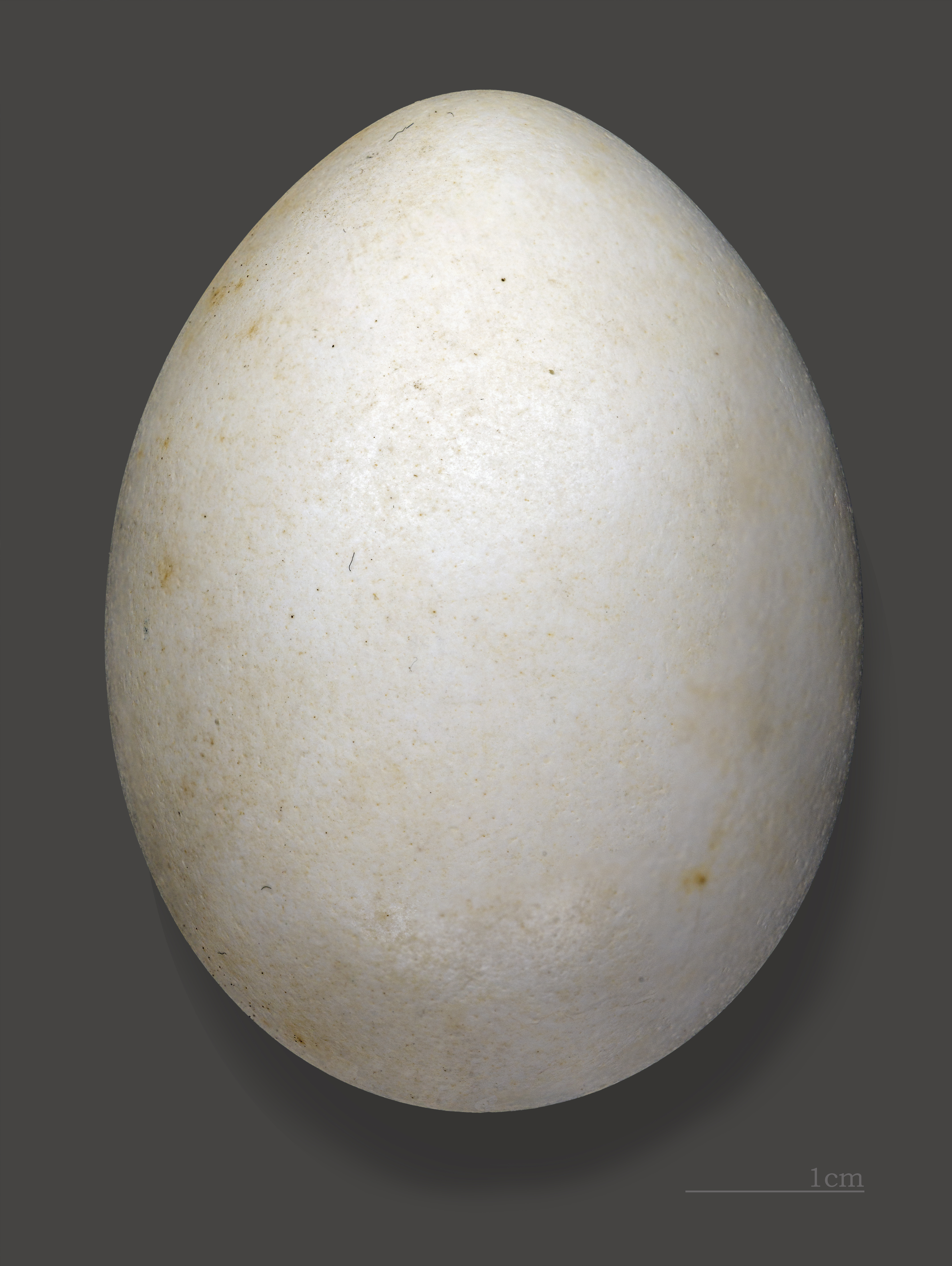
البيضة.

جلم ماء مانكس (الاسم العلمي: Puffinus  puffinus) (بالإنجليزية: Manx  Shearwater)‏ هو طائر ينتمي إلى طيور بترل (فصيلة: Procellariidae).